# Chironomus atritibia
Chironomus atritibia är en tvåvingeart som beskrevs av Malloch 1934. Chironomus atritibia ingår i släktet Chironomus och familjen fjädermyggor. Inga underarter finns listade i Catalogue of Life.